# 三井本館

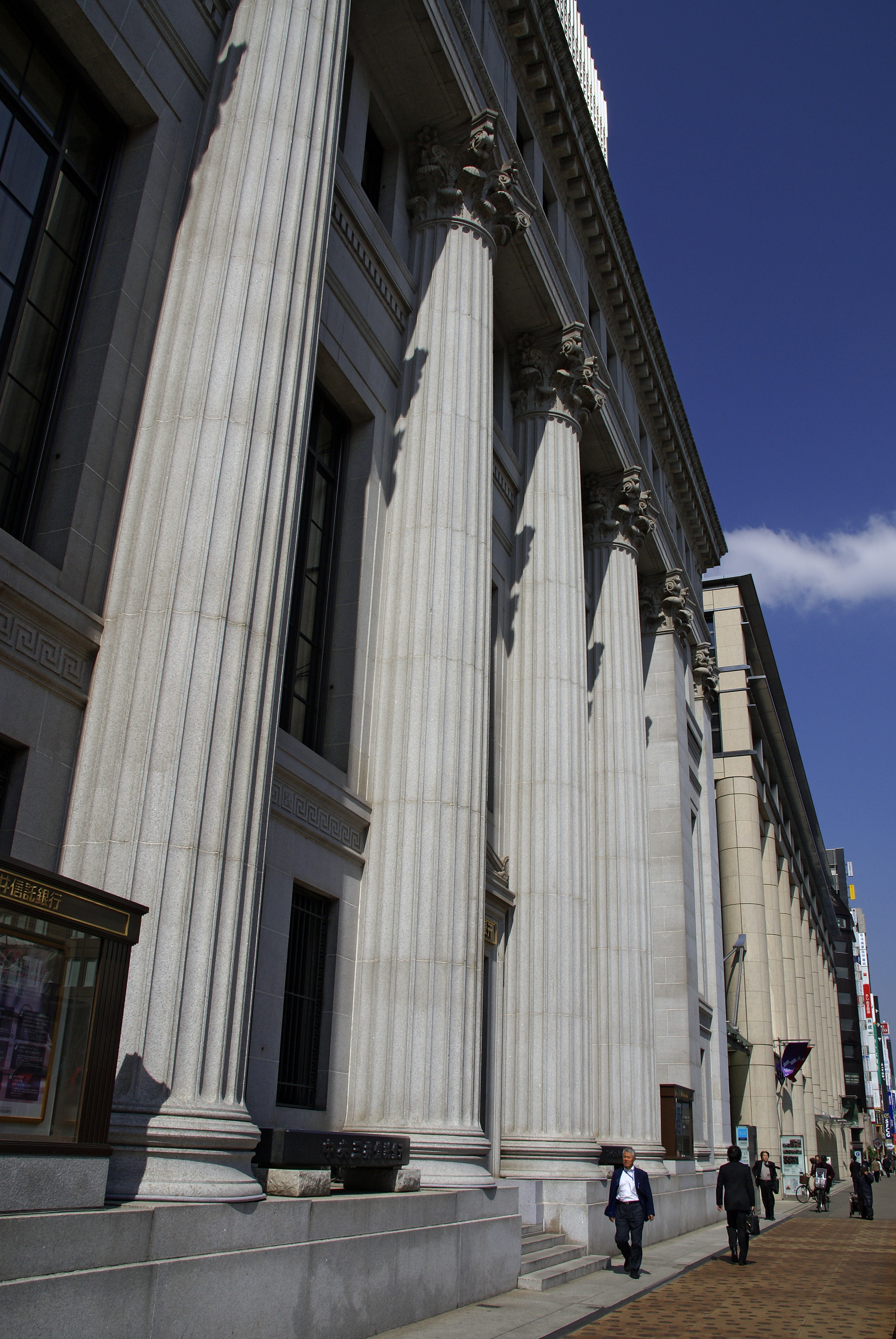
列柱

三井本館（みついほんかん）は東京都中央区日本橋室町に所在する三井不動産の本社ビルであり、同社が保有するオフィスビルである。三井越後屋（三越）の跡地に旧三井財閥（三井グループ）の本拠として建てられた。また、團琢磨暗殺事件（血盟団事件）の現場でもある。

## 概要
横河民輔が設計を手掛け、1902年（明治35年）に竣工した旧三井本館は、関東大震災で建物は地震による被害は皆無だったが、屋根や窓廻りからの類焼で建物内部が大きな被害を受けた。このため、三井合名は仮本社にて新社屋建設構想に入り、社長の三井八郎右衛門高棟は、「震災の二倍のものが来ても壊れないものを作るべし」と命じ、それを受け理事長の團琢磨は「壮麗（grandeur）」「品位（dignity)」「簡素（simplicity)」の三つの具体的デザインポリシーを掲げ、これらの思想を具現化するために、米国のトローブリッジ・アンド・リヴィングストン事務所を設計、ジェームズ・スチュワート社を施工に選定した。トローブリッジ・アンド・リヴィングストン事務所は團がモデルにしたアメリカのメロン・バンクを設計元でもあった。1926年（大正15年）に工事を着手、1929年（昭和4年）3月23日に竣工、6月15日に開館した。総事業費は2,131万円（当時の一般的な事務所ビルの約10倍のコスト）だった。
完成した本館は、「アメリカン・ボザール」と呼ばれる新古典主義様式による鉄骨鉄筋コンクリート造、地上5階（現在は7階）地下2階建て。当時としては丸ノ内ビルヂング（丸ビル）に次ぐ大ビルだった。外壁は花崗岩（茨城県産稲田石）で仕上げられ、道路に面する主要なファサードは、特徴的なコリント式のオーダーが乗る列柱を整然と並べ、水平コーニスと三井主要各社の業務内容を表現したレリーフが配され、さらに上階のセットバックにより、重圧感の軽減が図られた。関東大震災の教訓からその2倍の地震にも耐えることができるように作られた建物は、内装にイタリア産大理石を使用し、エアシューターや全館完全空調が導入されたほか、格納する三井銀行、信託の大金庫の扉は米国モスラー社製で、重量が50トンもあった。このため、陸上輸送すると、まだ木造だった日本橋が落ちる心配があったため、新常盤橋ぎわまで船で運び、陸揚げして運び込んだ。近年、川から陸揚げを行っている写真が発見された。
本館には、三井合名、三井銀行、三井物産、三井鉱山、それに新設の三井信託の5社が本社を置いた。
昭和金融恐慌の際に三井はドルを買い占めたことを批判され、理事長の團は財閥に対する非難の矢面に立たされ、1932年（昭和7年）3月5日、本館入り口で、血盟団の菱沼五郎から狙撃され、絶命した。
終戦を経て1947年（昭和22年）まで4・5階の一部は、連合国軍最高司令官総司令部 (GHQ) に接収された。

### リニューアル
旧三井本館の管理室からスタートした三井不動産は、2003年（平成15年）4月に日本橋街づくり推進部を設置し、地域の各種団体や事業者と共同で地域活性化や再開発事業に取り組み方針を定め、三井本館の所在する室町一構街区（約1.4Ha）においても再開発を行うこととした。しかし、1998年（平成10年）に国の重要文化財に指定された三井本館を含めた同街区の建設物は容積率制度制定前に竣工した物が多く、その後制定された基準と照らすと既存不適格となり、そのまま建て替えた場合に容積が小さくなるという問題が生じた。これをクリアするために各方面と協議した結果、都が新たに重要文化財特別型特定街区を創設し、本プロジェクトが第1号指定を受けることになった。これによって、本来の特定街区における割増容積に加えて重要文化財である三井本館の床面積相当部分を割増容積として活用することが可能となり、隣接して建てられた日本橋三井タワーは、500%の容積率割増が認められ、先進的な事務所機能と最高級レベルのホテル機能を両立した超高層複合ビルとなった。この日本橋三井タワー建設と並行して、三井本館は「動態保存」「機能更新」「保存と開発の両立」をテーマとしたリニューアル工事が着手され、外壁洗浄と石補修、ライトコート（トップコート更新）、エレベーター更新、空調や電気設備の更新が行われ、一部フロアが美術館とホテルに転用され、2006年（平成18年）3月に竣工した。

## 施設構成
1階は、大きな吹き抜けを持つ銀行の営業場で、三井住友銀行日本橋支店・人形町支店・神田駅前支店、三井住友信託銀行日本橋営業部・東京中央支店があり、ドリス式の存在感のあるイタリア産の大理石仕上げの円柱を配し、桂頭、梁、天井の要所に装飾が施されている。リニューアルを機に4階には日本橋三井タワー上層部に進出したマンダリン・オリエンタル東京の美容室、貸会議室などのホテル関連施設が入り、7階には三井家の所蔵品を展示している三井記念美術館が設けられ、1階に日本橋三井タワーアトリウム経由で美術館専用入口が追加された。ほかに三井不動産が登記上の本店を置いているが、本部部署は日本橋室町三井タワーに置く。

## 逸話
戦後、GHQにより三井財閥、三菱財閥、住友財閥の各財閥は解体されそれぞれの商号を使うことも禁じられた。三井本社は解体を命じられ、三井物産も商号の変更を命じられた。
これら3つの財閥は協力してGHQと交渉を行い、最終的にそれぞれの商号を再び使うことが認められた。これを記念し、三井信託の玄関に三菱電機製エレベーターが一基設置された。

## サイン
景観や店舗のイメージ上の観点から三井住友銀行のサインは通常の濃緑と白の看板ではなく茶地に金色の文字で表記されている。